# Tutin (općina)
Tutin (općina) (ćirilično: Општина Тутин) je općina u Raškom okrugu na jugu Središnje Srbiji na granici s Kosovom i Crnom Gorom. Središte općine je grad Tutin. 

## Zemljopis
Po podacima iz 2004. općina zauzima površinu od 742 km². 

## Stanovništvo
Prema popisu stanovništva iz 2002. godine u općini živi 30.054 stanovnika, raspoređenih u 93 naselja.
Etnički sastav:
- Bošnjaci (94,23%)
- Srbi (4,32%)
- Muslimani (0,74%)
- ostali

### Naselja
| - Arapoviće - Baljen - Batrage - Baćica - Biohane - Blaca - Bovanj - Boroštica - Braćak - Bregovi - Brniševo - Bujkoviće - Velje Polje - Veseniće - Vrapče - Vrba - Glogovik - Gluhavica - Gnila - Godovo - Gornji Crniš - Gradac - Gujiće - Gurdijelje | - Guceviće - Devreč - Delimeđe - Detane - Dobri Dub - Dobrinje - Dolovo - Draga - Dubovo - Dulebe - Đerekare - Ervenice - Žirče - Župa - Žuče - Zapadni Mojstir - Izrok - Istočni Mojstir - Jablanica - Jarebice - Jezgroviće - Jeliće - Južni Kočarnik - Kovači | - Koniče - Leskova - Lipica - Lukavica - Melaje - Mojstir Istocni - Zapadni Mojstir - Mitrova - Morani - Naboje - Nadumce - Namga - Noćaje - Oraš - Orlje - Ostrovica - Paljevo - Piskopovce - Plenibabe - Pokrvenik - Pope - Popiće - Potreb - Pružanj | - Raduhovce - Raduša - Ramoševo - Reževiće - Ribariće - Rudnica - Ruđa - Saš - Severni Kočarnik - Smoluća - Starčeviće - Strumce - Suvi Do - Točilovo - Tutin - Ćulije - Crkvine - Čarovina - Čmanjke - Čukote - Šaronje - Šipče - Špiljani |

## Vanjske poveznice
- Stranica općine Tutin  Arhivirana inačica izvorne stranice od 4. ožujka 2008. (Wayback Machine)